# کری کنی-سیلور
کری کنی-سیلور (به انگلیسی: Kerri Kenney-Silver) (زاده ۲۰ ژانویهٔ ۱۹۷۰) بازیگر آمریکایی است.
از کارهای معروف او می‌توان به بازی در فیلم وی‌اچ‌یس و رفتار بی‌‌فایده و احمقانه اشاره کرد.